# Rhacodiaptomus retroflexus
Rhacodiaptomus retroflexus is een eenoogkreeftjessoort uit de familie van de Diaptomidae. De wetenschappelijke naam van de soort is voor het eerst geldig gepubliceerd in 1973 door Brandorff.